# مارتن مكنمارا
مارتن مكنمارا (بالإنجليزية: Martin McNamara)‏ هو لاعب كرة القدم الغالية أيرلندي، ولد في 11 نوفمبر 1966 في مقاطعة غالواي في جمهورية أيرلندا.